# Модяев, Иван Фёдорович
Иван Фёдорович Модяев (1918, дер. Жуково, Московская губерния — 2000) — советский военачальник, генерал-полковник авиации (30.10.1978).

## Биография
В декабре 1937 года призван в Красную Армию. Окончил Борисоглебское высшее военное авиационное училище лётчиков в 1939 году. В 1939 году вступил в ВКП(б). До лета 1942 года служил инструктором в Армавирской военной авиационной школе.
Участник Великой Отечественной войны с октября 1943 года. Воевал в составе 117-го гвардейского истребительного авиационного полка 236-й истребительной авиационной дивизии 8-й воздушной армии на Южном, 4-м, 1-м и 3-м Украинских фронтах. Был в полку командиром звена и эскадрильи, а Победу гвардии капитан Модяев встретил в должности заместителя командира полка. Летал в войну на истребителях Як-1 и Як-9, к середине ноября 1944 года выполнил 104 боевых вылета, в воздушных боях сбил лично 3 самолёта противника.
C 3 ноября 1948 по 27 декабря 1951 год майор Модяев — командир 410-го штурмового авиационного полка (вскоре переформирован в 865-й истребительный авиационный полк), базирующийся на аэродроме Елизово. Позднее командовал авиационными дивизией и корпусом.
Окончил Военную академию Генерального штаба. Первый заместитель командующего воздушной армией, с 1971 года — заместитель начальника Главного штаба ВВС по лётной службе, одновременно возглавлял работу вневедомственной комиссии (в её работе участвовали представители Министерства обороны, Министерства гражданской авиации, Министерства авиационной промышленности, Министерства радиопромышленности и других ведомств) по разработке Единой системы управления воздушным движением над территорией СССР.
Входил в состав ряда комиссий по расследованию авиационных происшествий и катастроф, в том числе в комиссию по расследованию гибели Ю. А. Гагарина и В. С. Серёгина.
В 1978—1987 годах — начальник управления Межведомственной комиссии Единой системы управления воздушным движением СССР. В начале 1980-х годов участвовал в войне в Афганистане, будучи представителем от ВВС в Оперативной группе Министерства обороны СССР в Афганистане. С ноября 1987 года — в отставке.
Умер в 2000 году. Похоронен в Москве на Троекуровском кладбище.

## Награды
- Орден Ленина
- Пять орденов Красного Знамени (24.12.1943; 1954; 1955; 1968; 1981)
- Два ордена Отечественной войны I степени (05.08.1944; 06.04.1985)
- Орден Александра Невского (17.12.1944)
- Два ордена Красной Звезды (1951; 1954)
- Орден «За службу Родине в Вооружённых Силах СССР» 3-й степени
- Медаль «За боевые заслуги» (24.06.1948)
- Ряд других медалей
- Лауреат Государственной премии СССР (1982)
- Почётная грамота Правительства Российской Федерации (21 февраля 1998) — за многолетний добросовестный труд и в связи с 25-летием Единой системы организации воздушного движения Российской Федерации

Награды иностранных государств
- Орден Партизанской звезды II степени (Югославия, 21.06.1945)
- Орден «9 сентября 1944 года» I степени с мечами (Болгария, 14.09.1974)
- Орден «Красное Знамя» (Афганистан)
- Медаль «Братство по оружию» в золоте (ГДР)
- Медаль «30 лет Победы над фашистской Германией» (Болгария, 06.03.1975)
- Медаль «За укрепление братства по оружию» (Болгария, 06.05.1980)
- Медаль «Братство по оружию» (Польша, 12.10.1979)
- Медаль «40 лет освобождения Чехословакии Советской Армией» (ЧССР, 11.03.1985)
- Медаль «30 лет Халхин-Гольской Победы» (Монголия, 15.08.1969)
- Медаль «50 лет Монгольской Народной Революции» (Монголия, 16.12.1971)
- Медаль «60 лет Вооружённым силам МНР» (Монголия, 29.12.1981)
- Медаль «30-я годовщина Революционных Вооружённых сил Кубы» (Куба)

## Высшие воинские звания
- Генерал-майор авиации — 27.08.1957
- Генерал-лейтенант авиации — 02.11.1972
- Генерал-полковник авиации — 30.10.1978